# Helina aeneiventris
Helina aeneiventris este o specie de muște din genul Helina, familia Muscidae, descrisă de Malloch în anul 1922. Conform Catalogue of Life specia Helina aeneiventris nu are subspecii cunoscute.